# فريديريك بييرو
فريديريك بييرو (بالفرنسية: Frédéric Pierrot)‏ هو ممثل فرنسي، ولد في 17 سبتمبر 1960 في فرنسا.

## أعمال

### أفلام
- (1997) الارطماسيا[4]
- (1997) الدمويون
- (2010) مفتاح سارة[5]
- (2011) بوليس[6]
- (2013) شابة وجميلة[7]
- (2016) شوكولا[8][9][10]

## وصلات خارجية
- فريديريك بييرو على موقع IMDb (الإنجليزية)
- فريديريك بييرو على موقع قاعدة بيانات الأفلام العربية
- فريديريك بييرو على موقع قاعدة بيانات الأفلام العربية
- فريديريك بييرو على موقع ألو سيني (الفرنسية)
- فريديريك بييرو على موقع ميوزك برينز (الإنجليزية)
- فريديريك بييرو على موقع أول موفي (الإنجليزية)
- فريديريك بييرو على موقع قاعدة بيانات الأفلام السويدية (السويدية)
- فريديريك بييرو على موقع قاعدة بيانات الفيلم (الإنجليزية)
- فريديريك بييرو على موقع كينوبويسك (الروسية)